# L'amministratore
L'amministratore (titolo orig. The Warden) è un romanzo dello scrittore inglese Anthony Trollope, pubblicato per la prima volta il 5 gennaio 1855. Prima opera del ciclo di sei romanzi delle Cronache del Barsetshire, ambientate in un'immaginaria contea inglese, in Italia è stato pubblicato anche coi titoli Un caso di coscienza e Gli scrupoli di Mister Harding.

## Trama
Protagonista della vicenda è Septimus Harding, ecclesiastico della Chiesa anglicana e primo cantore della cattedrale, nell'immaginaria sede vescovile di Barchester. Stabilitosi in gioventù a Barchester, Harding finisce per svolgervi i compiti di canonico minore (canonico che non fa parte del capitolo e si limita a salmodiare durante le funzioni). Egli ha due figlie, Susan ed Eleanor. La prima è andata in sposa a Theophilus Grantly, arcidiacono, a sua volta figlio del vescovo di Barchester. Tra i due consuoceri nasce una affettuosa amicizia e la maldicenza attribuisce a questi rapporti familiari l'elezione di Harding a primo cantore, ruolo che egli ricopre quando ha circa cinquant'anni. Quando si svolge il romanzo ("qualche anno fa", come dice Trollope all'inizio del racconto, quindi sempre nel XIX secolo), Harding ha poco più di sessant'anni ed è primo cantore da circa dodici. Tale incarico gli frutta 80 sterline l'anno.
Legata alla carica di primo cantore a Barchester è quella di amministratore della casa di carità di Hiram. John Hiram era mercante di lana a Barchester, dove morì nel 1434. Nel testamento, il mercante aveva disposto che la casa dove era morto e vari terreni nei pressi della città fossero destinati al sostegno di dodici cardatori di lana a riposo che fossero "nati, cresciuti e vissuti a Barchester". Il testamento aveva disposto anche la costruzione di un ricovero che servisse ai dodici come dimora e una residenza per l'amministratore del ricovero. L'amministratore avrebbe anche ricevuto una certa somma ogni anno, ricavata dall'affitto dei terreni e dei pascoli. Essendo Hiram un amante della musica, aveva disposto che, con l'approvazione del vescovo, il primo cantore della cattedrale potesse essere l'amministratore in questione. Quando di cardatori a Barchester non ce ne furono più, il decano e l'amministratore, che decidevano a turno quali anziani ammettere al ricovero, iniziarono a nominare loro protetti. Mentre il testamento disponeva che i dodici anziani ricevessero sei pence al giorno e che colazione e pranzo fossero loro forniti dall'amministratore, con il tempo tale abitudine mutò e gli anziani finirono per ricevere uno scellino e quattro penny ma non gli alimenti. La sinecura dell'amministratore di Barchester era nel tempo divenuta assai più proficua. Curatore della proprietà era tradizionalmente l'economo del vescovo: questa carica era stata nel tempo affidata costantemente ai membri della famiglia Chadwick. Sempre con il passar del tempo, la carica di amministratore del ricovero di Hiram era divenuta esclusivamente di nomina vescovile, essendosi messi da parte il decano e il capitolo. Quanto all'amministratore, ai tempi di Septimus Harding, guadagna ormai 800 sterline l'anno.
Il romanzo si svolge in un periodo in cui in Gran Bretagna i benefici ecclesiastici sono ormai oggetto di una dura contestazione. Certi mormorii si sono addensati anche intorno al beneficio dell'amministratore di Hiram. Septimus Harding è un uomo onesto, poco avvezzo a maneggiare i soldi, amante della musica e suonatore provetto di violoncello, incline a lasciare che sia il genero Theophilus Grantly a prendere le decisioni più importanti. Quando gli arrivano voci del malcontento popolare, già prima che egli sia incaricato di amministrare il ricovero, decide di donare spontaneamente due pence al giorno alla pensione di ciascuno dei dodici ospiti, precisando che questa disponibilità vincola lui ma non i suoi successori. Con ciò, investe di tasca propria 62 sterline, 11 scellini e 4 pence l'anno per onorare la promessa. Harding ha investito molto della sua rendita nella realizzazione di una raccolta di musica sacra, La Musica Sacra di Harding. A fronte di tutte queste spese e nonostante la ricca rendita, la vita di Harding non è sfarzosa e il suo bilancio sempre abbastanza scricchiolante.
Ma è quando Harding è amministratore da ormai dieci anni (cioè nel tempo in cui si svolge il romanzo) che l'attacco alle sinecura si fa più imponente e finisce per toccare anche la sua rendita. È il medico John Bold a mobilitarsi per combattere la rendita di Hiram, a suo modo di vedere non equamente divisa fra amministratore e ospiti. John Bold è figlio di un dottore di Londra che ha investito a Barchester parte della fortuna ottenuta. John ha passato gran parte dei propri vent'anni a Barchester. Da che è medico e speziale spende molto del proprio tempo a donare la propria scienza ai nullatenenti e ai poveri. Più in generale, è "un deciso riformatore", appassionato all'idea di eliminare ogni tipo di abuso. È per questa ragione che, nonostante sia innamorato di Eleanor Harding, che ricambia, si decide a coinvolgere l'avvocato Finlay, nel tentativo di contestare la divisione della rendita di Hiram.
Bold cerca di ottenere il supporto della stampa, in particolar modo attraverso un conoscente, Tom Towers, figura di spicco del Jupiter (giornale che nelle intenzioni di Trollope rappresenta The Times). Il Jupiter ritrae Harding come un ecclesiastico senza scrupoli: d'improvviso, per mezzo della stampa, la vicenda assume rilievo nazionale, anche se in minor misura rispetto ad altre più copiose rendite su cui impera ormai la polemica. Il ritratto che Towers fa di Harding viene ripreso da un saggista e opinionista, Pessimist Anticant (dietro cui si celerebbe il pensatore scozzese Thomas Carlyle, di cui sono riconoscibili alcuni passaggi dal Sartor Resartus) e dal romanziere Popular Sentiment (che appare invece come una caricatura di Charles Dickens).
Nonostante l'insistenza dell'arcidiacono Grantly, intenzionato a difendere innanzitutto le prerogative della Chiesa anglicana, e l'opinione del legale Abraham Haphazard, sollecitata dall'arcidiacono, Harding sente che non può più continuare ad ottenere la rendita e rinuncia all'incarico.
John Bold cerca invano di convincere Tom Towers ad abbandonare la campagna denigratoria nei confronti di Harding: Towers gli spiega che la notizia non è più in suo dominio, ma dell'opinione pubblica. La reciproca stima tra Harding e Bold non è però mai venuta meno: Eleanor e John si sposano.
Tra gli ospiti del ricovero, molti di loro sono stati stregati dalla notizia che la rendita potesse essere divisa in termini a loro più favorevoli. Avendo perduto adesso il loro amato amministratore Harding, vengono aspramente criticati da uno di loro, Bunce, che è rimasto sempre fedele a Harding e che è adesso disperato perché l'incanto del loro rapporto all'interno del ricovero è destinato a spezzarsi. Il ricovero, infatti, negli anni si svuota e l'edificio viene abbandonato, divorato dalle erbacce.

## Edizioni italiane
- Un caso di coscienza, traduzione, Nota e cura di Agostino Lombardo, Collezione di Classici Inglesi, Milano, Garzanti, aprile 1951; Introduzione e Prefazione di Carlo Pagetti, Collana I grandi libri n.852, Milano, Garzanti, 2001-2023, ISBN 978-88-115-8852-8, pp.XXXIV+219.
- Gli scrupoli di Mister Harding, traduzione di Luigi Berti, BUR nn.445-446, Milano, Rizzoli, 1952, pp.192.
- L'amministratore, traduzione di Rossella Cazzullo, Collana La memoria n.561, Palermo, Sellerio, 2003, ISBN 978-88-389-1844-5, pp.324.